# Населення Федеративних Штатів Мікронезії
Населення Федеративних Штатів Мікронезії. Чисельність населення країни 2015 року становила 105,2 тис. осіб (194-те місце у світі). Чисельність мікронезійців стабілізувалась і незначно зменшується, народжуваність 2015 року становила 20,54 ‰ (81-ше місце у світі), смертність — 4,23 ‰ (204-те місце у світі), природний приріст — −0,46 % (223-тє місце у світі) . 

## Природний рух

### Відтворення
Народжуваність у Федеративних Штатах Мікронезії, станом на 2015 рік, дорівнює 20,54 ‰ (81-ше місце у світі). Коефіцієнт потенційної народжуваності 2015 року становив 2,49 дитини на одну жінку (77-ме місце у світі).
Смертність у Федеративних Штатах Мікронезії 2015 року становила 4,23 ‰ (204-те місце у світі).
Природний приріст населення в країні 2015 року становив -0,46 % (депопуляція) (223-тє місце у світі).

### Вікова структура

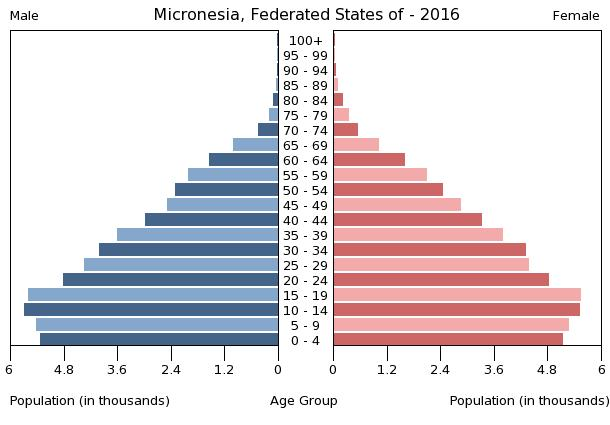
Віково-статева піраміда населення Федеративних Штатів Мікронезії, 2015 рік

Середній вік населення Федеративних Штатів Мікронезії становить 24 роки (158-ме місце у світі): для чоловіків — 24,7 для жінок — 25,3 року. Очікувана середня тривалість життя 2015 року становила 72,62 року (137-ме місце у світі), для чоловіків — 70,59 року, для жінок — 74,75 року.
Вікова структура населення Федеративних Штатів Мікронезії, станом на 2015 рік, мала такий вигляд:
- діти віком до 14 років — 31,34 % (16 761 чоловік, 16 215 жінок);
- молодь віком 15—24 роки — 20 % (10 576 чоловіків, 10 469 жінок);
- дорослі віком 25—54 роки — 38,41 % (19 583 чоловіки, 20 827 жінок);
- особи передпохилого віку (55—64 роки) — 6,72 % (3494 чоловіки, 3580 жінок);
- особи похилого віку (65 років і старіші) — 3,53 % (1660 чоловіків, 2051 жінка)[1].

### Шлюбність— розлучуваність
Середній вік, коли чоловіки беруть перший шлюб, дорівнює 27,5 року, жінки — 25,5 року, загалом — 26,5 року (дані за 2010 рік).

## Розселення
Густота населення країни 2015 року становила 149,2 особи/км² (82-ге місце у світі).

### Урбанізація
Федеративні Штати Мікронезії середньоурбанізована країна. Рівень урбанізованості становить 22,4 % населення країни (станом на 2015 рік), темпи зростання частки міського населення — 0,27 % (оцінка тренду за 2010—2015 роки).
Головні міста держави: Палікір (столиця) — 7,0 тис. осіб (дані за 2014 рік).

### Міграції
Річний рівень еміграції 2015 року становив 20,93 ‰ (221-ше місце у світі). Цей показник не враховує різниці між законними і незаконними мігрантами, між біженцями, трудовими мігрантами та іншими.
Федеративні Штати Мікронезії є членом Міжнародної організації з міграції (IOM).

## Расово-етнічний склад
| Етнічний склад (2012 рік) | Етнічний склад (2012 рік) | Етнічний склад (2012 рік) | Етнічний склад (2012 рік) | Етнічний склад (2012 рік) |
| ------------------------- | ------------------------- | ------------------------- | ------------------------- | ------------------------- |
| Етнос:                    |                           |                           | Відсоток:                 |                           |
| трукці                    | трукці                    |                           | 49.3%                     | 49.3%                     |
| понпейці                  | понпейці                  |                           | 29.8%                     | 29.8%                     |
| косреанці                 | косреанці                 |                           | 6.3%                      | 6.3%                      |
| япці                      | япці                      |                           | 10.7%                     | 10.7%                     |
| полінезійці               | полінезійці               |                           | 1.6%                      | 1.6%                      |
| азіати                    | азіати                    |                           | 1.4%                      | 1.4%                      |
| інші                      | інші                      |                           | 0.8%                      | 0.8%                      |

Головні етноси країни: трукці — 49,3 %, понпейці — 29,8 %, косреанці — 6,3 %, япці — 10,7 %, полінезійці — 1,6 %, азіати — 1,4 %, інші — 0,8 % населення (оціночні дані за 2010 рік).

## Мови
| Мови Мікронезії (2015 рік) | Мови Мікронезії (2015 рік) | Мови Мікронезії (2015 рік) | Мови Мікронезії (2015 рік) | Мови Мікронезії (2015 рік) |
| -------------------------- | -------------------------- | -------------------------- | -------------------------- | -------------------------- |
| Мова:                      |                            |                            | Відсоток:                  |                            |
| англійська                 | англійська                 |                            | %                          | %                          |
| трукська                   | трукська                   |                            | %                          | %                          |
| косяе                      | косяе                      |                            | %                          | %                          |
| понапе                     | понапе                     |                            | %                          | %                          |
| япська                     | япська                     |                            | %                          | %                          |
| улітійська                 | улітійська                 |                            | %                          | %                          |
| волеаї                     | волеаї                     |                            | %                          | %                          |
| нукуоро                    | нукуоро                    |                            | %                          | %                          |
| капінкамарангі             | капінкамарангі             |                            | %                          | %                          |

Офіційна мова: англійська. Інші поширені мови: чуукська (трукська), косяе, понапе, япська, улітійська, волеаї, нукуоро, капінкамарангі.

## Релігії
| Релігії Мікронезії (2009 рік) | Релігії Мікронезії (2009 рік) | Релігії Мікронезії (2009 рік) | Релігії Мікронезії (2009 рік) | Релігії Мікронезії (2009 рік) |
| ----------------------------- | ----------------------------- | ----------------------------- | ----------------------------- | ----------------------------- |
| Віросповідання:               |                               |                               | Відсоток:                     |                               |
| католики                      | католики                      |                               | 54.7%                         | 54.7%                         |
| протестанти                   | протестанти                   |                               | 41.1%                         | 41.1%                         |
| мормони                       | мормони                       |                               | 1.5%                          | 1.5%                          |
| інші                          | інші                          |                               | 1.9%                          | 1.9%                          |
| атеїсти                       | атеїсти                       |                               | 0.7%                          | 0.7%                          |
| агностики                     | агностики                     |                               | 0.1%                          | 0.1%                          |

Головні релігії й вірування, які сповідує, і конфесії та церковні організації, до яких відносить себе населення країни: римо-католицтво — 54,7 %, протестантизм — 41,1 % (конгрегації — 38,5 %, баптизм — 1,1 %, адвентизм — 0,8 %, Асамблея Бога — 0,7 %), мормони — 1,5 %, інші — 1,9 %, не сповідують жодної — 0,7 %, не визначились — 0,1 % (станом на 2010 рік).

## Освіта
Рівень письменності 2015 року становив 99 % дорослого населення (віком від 15 років): 99 % — серед чоловіків, 99 % — серед жінок.
Дані про державні витрати на освіту у відношенні до ВВП країни, станом на 2015 рік, відсутні.

## Охорона здоров'я
Забезпеченість лікарями в країні на рівні 0,18 лікаря на 1000 мешканців (станом на 2009 рік). Забезпеченість лікарняними ліжками в стаціонарах — 3,2 ліжка на 1000 мешканців (станом на 2009 рік). Загальні витрати на охорону здоров'я 2014 року становили 13,7 % ВВП країни (6-те місце у світі).
Смертність немовлят до 1 року, станом на 2015 рік, становила 21,18 ‰ (82-ге місце у світі); хлопчиків — 23,46 ‰, дівчаток — 18,79 ‰. Рівень материнської смертності 2015 року становив 100 випадків на 100 тис. народжень (71-ше місце у світі).
Федеративні Штати Мікронезії входить до складу ряду міжнародних організацій: Міжнародного руху (ICRM) і Міжнародної федерації товариств Червоного Хреста і Червоного Півмісяця (IFRCS), Дитячого фонду ООН (UNISEF), Всесвітньої організації охорони здоров'я (WHO).

### Захворювання
Станом на серпень 2016 року в країні були зареєстровані випадки зараження вірусом Зіка через укуси комарів Aedes, переливання крові, статевим шляхом, під час вагітності.
Кількість хворих на СНІД невідома, дані про відсоток інфікованого населення в репродуктивному віці 15—49 років відсутні. Дані про кількість смертей від цієї хвороби за 2014 рік відсутні.
Частка дорослого населення з високим індексом маси тіла 2014 року становила 33,2 % (12-те місце у світі).

### Санітарія
Доступ до облаштованих джерел питної води 2015 року мало 94,8 % населення в містах і 87,4 % в сільській місцевості; загалом 89 % населення країни. Відсоток забезпеченості населення доступом до облаштованого водовідведення (каналізація, септик): у містах — 85,1 %, у сільській місцевості — 49 %, загалом по країні — 57,1 % (станом на 2015 рік).

## Соціально-економічне становище
Співвідношення осіб, що в економічному плані залежать від інших, до осіб працездатного віку (15—64 роки) загалом становить 62,4 % (станом на 2015 рік): частка дітей — 55,3 %; частка осіб похилого віку — 7,1 %, або 14,1 потенційно працездатного на 1 пенсіонера. Загалом ці показники характеризують рівень потреби державної допомоги в секторах освіти, охорони здоров'я та пенсійного забезпечення, відповідно. За межею бідності 2000 року перебувало 26,7 % населення країни. Дані про розподіл доходів домогосподарств у країні відсутні.
Станом на 2012 рік, у країні 42,9 тис. осіб не має доступу до електромереж; 59 % населення має доступ, у містах цей показник дорівнює 100 %, у сільській місцевості — 45 %. Рівень проникнення інтернет-технологій низький. Станом на липень 2015 року в країні налічувалось 33 тис. унікальних інтернет-користувачів (196-те місце у світі), що становило 31,5 % загальної кількості населення країни.

### Трудові ресурси
Загальні трудові ресурси 2010 року становили 37,92 тис. осіб (199-те місце у світі). Зайнятість економічно активного населення у господарстві країни розподіляється таким чином: аграрне, лісове і рибне господарства — 0,9 %; промисловість і будівництво — 5,1 %; держслужбовці — 75 %; сфера послуг — 19 % (станом на 2013 рік). Безробіття 2010 року дорівнювало 16,2 % працездатного населення (157-ме місце у світі).

## Кримінал

### Наркотики

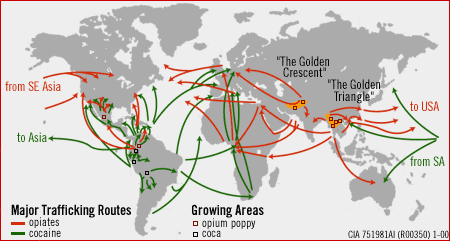
Світові маршрути наркотрафіку

Мікронезія — великий споживач марихуани.

### Торгівля людьми
Згідно зі щорічною доповіддю про торгівлю людьми (англ. Trafficking in Persons Report) Управління з моніторингу та боротьби з торгівлею людьми Державного департаменту США, уряд Федеративних Штатів Мікронезії докладає значних зусиль у боротьбі з явищем примусової праці, сексуальної експлуатації, незаконною торгівлею внутрішніми органами, але не повною мірою, країна перебуває у списку спостереження другого рівня.

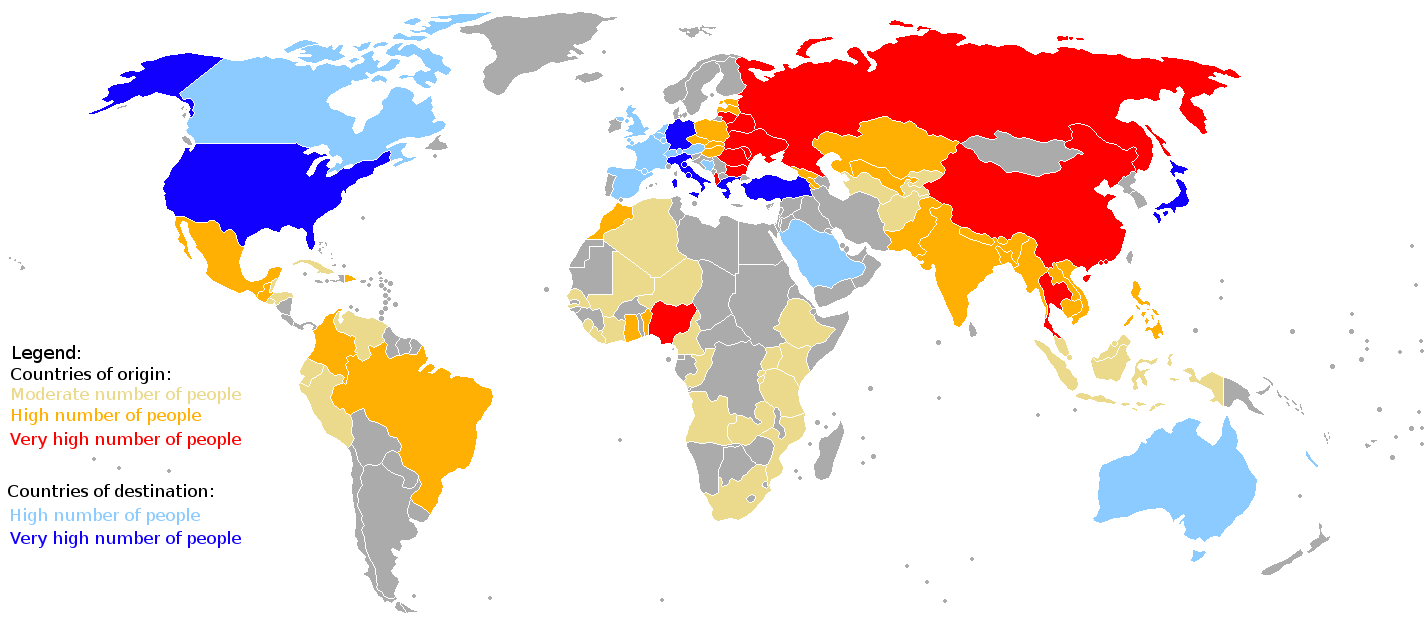
Країни-донори (червоний) і країни-реципієнти кримінальних потоків  (англ.)
Глобальна боротьба з торгівлею людьми (англ.)

## Гендерний стан
Статеве співвідношення (оцінка 2015 року):
- при народженні — 1,05 особи чоловічої статі на 1 особу жіночої;
- у віці до 14 років — 1,03 особи чоловічої статі на 1 особу жіночої;
- у віці 15—24 років — 1,01 особи чоловічої статі на 1 особу жіночої;
- у віці 25—54 років — 0,94 особи чоловічої статі на 1 особу жіночої;
- у віці 55—64 років — 0,98 особи чоловічої статі на 1 особу жіночої;
- у віці за 64 роки — 0,81 особи чоловічої статі на 1 особу жіночої;
- загалом — 0,98 особи чоловічої статі на 1 особу жіночої[1].

## Демографічні дослідження
Демографічні дослідження в країні ведуться державними установами.

### Українською
- Атлас. 10—11 клас. Економічна і соціальна географія світу / упорядники :  О. Я. Скуратович, Н. І. Чанцева. — К. : ДНВП «Картографія», 2010. — ISBN 978-966-475-639-3.
- Атлас світу / голов. ред. І. С. Руденко ; зав. ред. В. В. Радченко ; відп. ред. О. В. Вакуленко. — К. : ДНВП «Картографія», 2005. — 336 с. — ISBN 9666315467.
- Безуглий В. В. Економічна і соціальна географія зарубіжних країн : Навчальний посібник. — К. : ВЦ «Академія», 2007. — 704 с. — ISBN 978-966-580-239-6.
- Безуглий В. В., Козинець С. В. Регіональна економічна і соціальна географія світу : Навчальний посібник. — видання 2-ге, доп., перероб. — К. : ВЦ «Академія», 2007. — 688 с. — ISBN 966-580-144-9.
- Головченко В. І., Кравчук О. Країнознавство: Азія, Африка, Латинська Америка, Австралія і Океанія. — К., 2006. — 335 с. — ISBN 966-8939-04-2.
- Гудзеляк І. І. Географія населення: Навчальний посібник / І. Гудзеляк. — Л. : Видавничий центр ЛНУ імені Івана Франка, 2008. — 232 с. — ISBN 978-966-613-599-8.
- Дахно І. І. Країни світу: Енциклопедичний довідник / І. І. Дахно, С. М. Тимофієв. — К. : Мапа, 2011. — 606 с. — (Бібліотека нового українця) — ISBN 978-966-8804-23-6.
- Дахно І. І. Економічна географія зарубіжних країн : навчальний посібник. — К. : Центр учбової літератури, 2014. — 319 с. — ISBN 978-611-01-0682-5.
- Джаман В. О. Регіональні системи розселення: демографічні аспекти. — Чернівці : Рута, 2003. — 392 с. — ISBN 9665685988.
- Дорошенко Л. С. Демографія: Навчальний посібник. — К. : МАУП, 2005. — 112 с. — ISBN 966-608-442-2.
- Дубович І. А. Країнознавчий словник-довідник. — 5-те вид., перероб. і доп. — К. : Знання, 2008. — 839 с. — ISBN 978-966-346-330-8.
- Економічна і соціальна географія країн світу. Навчальний посібник / За ред. Кузика С. П. — Л. : Світ, 2002. — 672 с. — ISBN 966-603-178-7.
- Загальна медична географія світу / В. О. Шевченко [та ін.] — К. : [б.в.], 1998. — 178 с.
- Книш М. М., Мамчур О. І. Регіональна економічна і соціальна географія світу (Латинська Америка та Карибські країни, Африка, Азія, Океанія) : навч. посіб. — Л. : ЛНУ ім. Івана Франка, 2013. — 368 с. — ISBN 978-617-10-0007-0.
- Крисаченко В. С. Динаміка населення: Популяційні, етнічні та глобальні виміри. — К. : Видавництво Національного інституту стратегічних досліджень, 2005. — 368 с. — ISBN 966-554-083-1.
- Любіцева О. О., Мезенцев К. В., Павлов С. В. Географія релігій. — К. : АртЕК, 1999. — 504 с. — ISBN 966-505-006-0.
- Масляк П. О. Країнознавство. — К. : Знання, 2007. — 292 с. — (Вища освіта XXI століття)
- Масляк П. О., Дахно І. І. Економічна і соціальна географія світу / П. О. Масляк, І. І. Дахно ; за ред. П. О. Масляка. — К. : Вежа, 2003. — 280 с. — ISBN 966-7091-53-8.

### Російською
- (рос.) Микронезия // Демографический энциклопедический словарь / главн. ред. Валентей Д. И. — М. : Советская энциклопедия, 1985. — 608 с.
- (рос.) Микронезия // Страны и народы. Австралия и Океания. Антарктида / Редкол. П. И. Пучков (отв. ред.) и др. — М. : «Мысль». — 301 с. — (Страны и народы) — 180 тис. прим.
- (рос.) Атлас народов мира / Отв. ред. С. И. Брук и В. С. Апенченко. — М. : ГУГК ГГК СССР и Институт этнографии им. Н. Н. Миклухо-Маклая АН СССР, 1964. — 185 с. — 20 тис. прим.
- (рос.) Численность и расселение народов мира. Этнографические очерки / под ред. С. И. Брука. — М. : Издательство АН СССР, 1962. — 487 с.
- (рос.) Лаппо Г. М. География городов: Учебное пособие для географических факультетов вузов. — М. : Туманит, изд. центр ВЛАДОС, 1997. — 476 с. — ISBN 5-691-00047-0.
- (рос.) Ягельский А. География населения. — М. : Прогресс, 1980. — 383 с.